# Ashland (Wisconsin, kisváros)
Ashland kisváros (town) az USA Wisconsin államában, Ashland megyében. Lakosainak száma 589 fő (2020. április 1.).

## Népesség
A település népességének változása:

| 2010 | 594 |
| 2020 | 589 |